# Biled, Timiș
Biled ((germană Billed, maghiară Billéd) este satul de reședință al comunei cu același nume din județul Timiș, Banat, România. Comuna are o populație de 3.294 locuitori și nu are alte localități în componența sa.

## Localizare
Se situează în vestul județului Timiș, în Câmpia Timișului, la circa 23 km nord-vest de municipiul Timișoara, pe drumul național DN6 Timișoara - vama Cenad.

## Istorie
Prima atestare documentară a localității datează din 1462 însă ea este mai veche. În 1847 a fost descoperit un tezaur cu aproximativ 2.000 de monede din bronz, argint și aur, emise de la Traian la Constantin cel Mare. Acesta se află în prezent la Cabinetul Numismatic de la Viena. Tot pe teritoriul localității s-au mai găsit vestigiile mai multor așezări daco-romane care datează din secolele III - IV.
În 1562 Biledul devine proprietate regală. Colonizarea germanilor are loc într-o primă etapă în 1765 și în a doua etapă între 1768 - 1775. În 1786 se construiește biserica. Stăpânirea habsburgică a stabilit Biledul cu statut urban. În perioada 1956 - 1996 au avut loc importante emigrări spre vest.
Până în anul 2004 a fost reședința unei comune mai mari, din care mai făceau parte Șandra și Uihei.

## Demografie
La recensământul populației din 2002, populația comunei Biled era de 6297 locuitori, dintre care 5715 erau etnici români, 182 etnici maghiari, 192 etnici romi, 6 etnici ucraineni, 174 etnici germani și 7 alte etnii. 
Datele includ populația satelor Șandra și Uihei care s-au desprins de Biled în 2004 și au format comuna Șandra.
La 1 ianuarie 2012 Biledul avea 3704 locuitori.

## Personalități
- Doru Ioan Tărăcilă, senator